# Дламини, Сиханизо
Сиханизо Дламини (англ. Sikhanyiso Dlamini; род. 1 сентября 1987, Мбабане) — министр информационных технологий и связи Эсватини, старшая дочь короля Эсватини Мсвати III.

## Биография

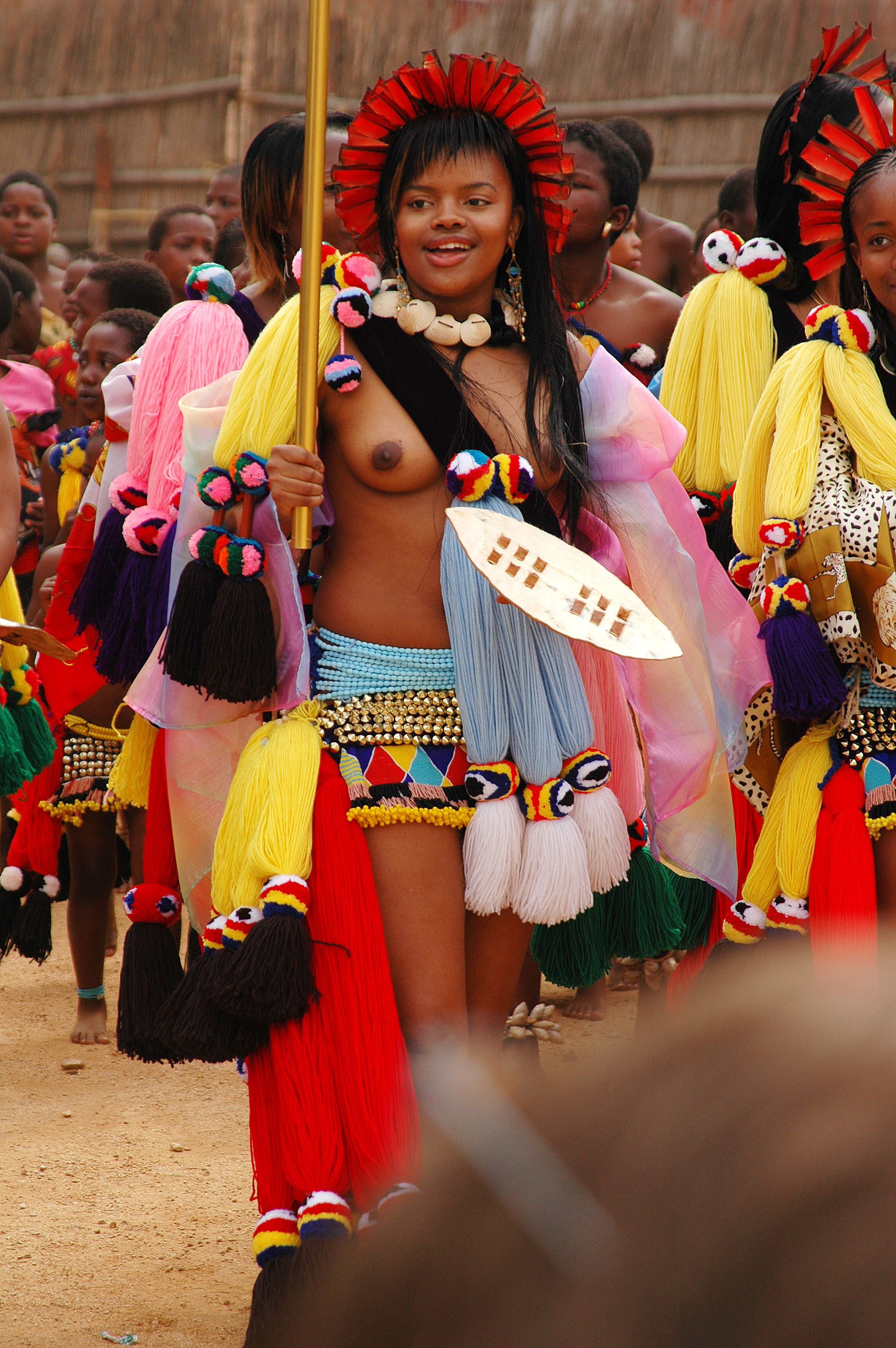
Принцесса Сиханизо во время фестиваля Умхланга, 2006 год

Сиханизо Дламини родилась 1 сентября 1987 года. Она самая старшая из тридцати детей короля Мсвати III. Её мать — королева Инхосикати ЛаМбикиза (Сибонело Мнгометулу). Принцесса имеет двести тёток и дядей, не включая их супругов.
Образование получила в Великобритании в колледже Святого Эдмунда, в Хартфордшире, затем продолжала изучать актерское мастерство в Университете Биола в Калифорнии. В 2012 году принцесса Сиханизо закончила Сиднейский университет со степенью магистра в области цифровых коммуникаций.
В 2001 году Мсвати III ввёл для борьбы с эпидемией СПИДа обет целомудрия умчвашо. Его должны были выполнять все дети страны. Принцессу критиковали за то, что она жила за границей и не выполняла обет. Во время учебы за границей она имела репутацию бунтарки и выступала против традиций своей родины. Также Сиханизо носила джинсы и мини-юбки, которые было запрещено надевать женщинам в Свазиленде.
14 декабря 2003 года в газете «Таймс оф Свазиленд» появилась статья, согласно сведениям которой, на путешествие принцессы в США и Великобритании был потрачен 1 000 000 лилангени (около 100 000 долл. США) из бюджета страны. Позже премьер-министр Свазиленда опроверг эту информацию в своем заявлении.
Накануне проведения фестиваля Умхланга в 2005 году принцесса устроила вечеринку в резиденции своей матери. На вечеринке девушки пили алкогольные напитки и слушали громкую музыку. Известно, что среди присутствующих была победительница конкурса Мисс Свазиленд. Когда работники дворца потребовали выключить музыку, девушки отказались, за что были избиты палками. Позже принцесса опубликовала фотографию с синяками.
В 2006 году Сиханизо выступила с критикой многоженства в Свазиленде: «Полигамия выгодна только мужчинам. Для меня это настоящее зло». После этих слов принцессе на некоторое время запретили контактировать с прессой .
В конце сентября 2013 года она имела долгий диалог в Твиттере с запрещённой в Эсватини организацией Объединённое народное демократическое движение. После этого её аккаунт был удалён[кем?] без объяснения причин.
При поддержке короля принцесса основала в апреле 2014 года Фонд Имбали. Он занимается здравоохранением, образованием и просвещением. Принцесса проводит конкурс красоты Мисс туризм Свазиленда. Благодаря Сиханизо свазилендское общество глухих смогло получить поддержку государства в проведении конкурса Мисс глухая Африка.
Принцесса входит в совет директоров местного отделения африканского мобильного оператора MTN. С 3 ноября 2018 года она занимает должность министра информационных технологий и связи Эсватини.

## Творчество
Принцесса Сиханизо занимается актёрским мастерством и читает рэп; в Эсватини она известна под псевдонимом Pashu.
В 2013 году во время короткой стажировки в малайзийском Университете Лимкоквинг она записала сингл под названием «Да здравствует Ваше Величество» в честь своего отца. Дебют песни состоялся на церемонии присвоения королю Мсвати III звания почётного доктора Университета Лимкоквинг.

## Дискография
1. «Abeze Kim» (feat M’du and Prince Lindani)
2. «Hail Your Majesty»